# 西田有志
西田 有志（にしだ ゆうじ、2000年1月30日 - ）は、日本の男子バレーボール選手。

## 来歴

2020年東京オリンピック・イラン戦（2021年8月1日）での西田有志（一番左）

バレーボールを始めたのは幼稚園児のころで、「兄・姉がやっていたから」。
いなべ市立大安中学校時代の2014年、第28回全国都道府県対抗中学大会の三重県選抜チームに選出された。高校進学にあたっては東海地区の強豪校である愛知県の星城高等学校などから誘いを受けたが、「地元がいい」と、海星高等学校への進学を選んだ。
海星高等学校時代は三重県立松阪工業高等学校の壁が厚く、全日本高等学校選手権大会（春高バレー）への出場は一度もなく、全国高等学校総合体育大会（インターハイ）は2017年度の一度だけの出場であった。その高校時代には第11回アジアユース男子選手権大会（ミャンマー・ネーピードー）に出場するU-19日本代表に選出され、大会では優勝を果たした。
2017年、高校3年のときにVプレミアリーグ男子のジェイテクトSTINGSに高卒内定選手として入団。STINGSを選んだ理由は「実兄がジェイテクトで働いていて、『バレーボール部もあるんやで』と教えてくれたから」だったという。海星高等学校は2018年1月の春高バレーに出場できなかったため、西田は2018年1月6日の堺ブレイザーズ（広島県立総合体育館）戦で高校生選手としてVプレミアリーグの公式戦に初出場を果たす。スパイク決定率70％を記録し、その翌日のJTサンダーズ戦では早くもスターティング・ラインアップに名を連ねてチーム最多の26得点を叩き出すなど鮮烈なデビューを飾った。
2018年4月、海星高等学校を卒業して、正式にジェイテクトSTINGSに入団。時を同じくして中垣内祐一監督率いる日本男子代表に大抜擢を受けた。なお、ジェイテクト入団2年目からは正社員選手からプロ契約選手（社内での扱いは嘱託社員契約選手）に会社と相談して切り替えた。本人はその理由を「世界のトップ選手と本気で対戦してみて、このレベルで自分が渡り合っていくためには、バレーボールだけに専念する環境がないといけないと感じた」と述べている。
2019年10月、ワールドカップでは、ベストサーバーを獲得。なお、カナダとの最終戦・最終セットでは、9-9から5度のサービスエースを含む6連続ブレイクを記録してチームを勝利に導いた。
2020年2月、所属チームであるジェイテクトSTINGSのV1初優勝に貢献し、自身も最高殊勲選手賞（MVP）、得点王、サーブ賞、ベスト6を受賞した。
同年12月に行われた天皇杯ではエースとしてチームを牽引。パナソニックパンサーズとの決勝戦では両チームトップの37得点を記録し、チームを初優勝へ導いた
2021年5月、ファン向けに有観客で行われた紅白戦（配信あり）で右足首を負傷。状態が心配されるなか、リハビリを続けながらネーションズリーグに帯同。
6月、東京オリンピック代表に内定し、東京オリンピックに出場した。8月9日、所属チームを通じて記者会見を行い、イタリアセリエA、ヴィボ・ヴァレンツィアへの移籍を発表した。負傷欠場がありながらも多くの試合に出場。しかし、チームはセリエA2（2部）に降格となってしまった。
2022年6月1日、ジェイテクトへの復帰が発表された。同時に、関田誠大とスロベニア代表のティネ・ウルナウトの入団も発表された。
2022年12月31日、NECレッドロケッツ所属の古賀紗理那との結婚を報告。ただし選手としては原因不明の体調不良で離脱する期間もあったなどの不遇を迎えた。
2023年6月30日、契約期間満了に伴いジェイテクトSTINGSを退団。その後、パナソニックパンサーズ（現・大阪ブルテオン）に移籍した。
2023-24シーズン、天皇杯全日本選手権大会でパナソニックの優勝に貢献し、MVPを受賞。妻の古賀も同大会の女子大会でMVPを受賞したため、夫婦で優勝・MVP受賞となった。
2024年8月、パリオリンピック準々決勝敗退後に、2028年ロサンゼルス五輪に向けた代表活動について「4年の中で数年はたぶん休むかもしれない」と語り、休養期間を挟む意向を示唆した。
2025年、日本代表メンバー入りしたが、前年の発言通り1年間の代表活動休止を明言した。

## 人物
- 両親は東芝名古屋所属の元実業団バスケットボール選手[37]。
- 8歳上の姉と6歳上の兄がいる[38]。

## 球歴
- 日本代表 - 2018年 -
  - オリンピック - 2021年、2024年
  - 世界選手権 - 2018年、2022年
  - ネーションズリーグ - 2018年、2019年、2021年、2022年、2023年、2024年
  - ワールドカップ - 2019年

## 所属チーム
- 大安ビートル
- いなべ市立大安中学校
- オーシャンスター
- 海星高等学校
- ジェイテクトSTINGS（2018-2021年）
- ヴィボ・ヴァレンツィア（イタリア語版）（2021-2022年）
- ジェイテクトSTINGS（2022-2023年）
- パナソニックパンサーズ/大阪ブルテオン（2023年-）

## 受賞歴
- 2018年 - 第67回黒鷲旗全日本男女選抜大会 若鷲賞（最優秀新人賞）、敢闘賞、ベスト6
- 2019年 - V.LEAGUE DIVISION1 MEN 2018-19 最優秀新人賞（大竹壱青とＷ受賞）、サーブ賞
- 2019年 - ワールドカップ2019 ベストオポジット、ベストサーバー
- 2020年 - 2019-20 V.LEAGUE DIVISION1 MEN 最高殊勲選手賞（MVP）、得点王、サーブ賞、ベスト6
- 2023年 - 令和5年度天皇杯全日本選手権大会 MVP
- 2024年 - 2023-24 V.LEAGUE DIVISION1 MEN サーブ賞
- 2025年 - 2024-25 SV.LEAGUE MEN ATTACK THE TOP賞

## 出演

### CM
- アシックスジャパン「三年間じゃない、一生だ。」（2023年）[39]